# Magistrala Saksońsko-Frankońska

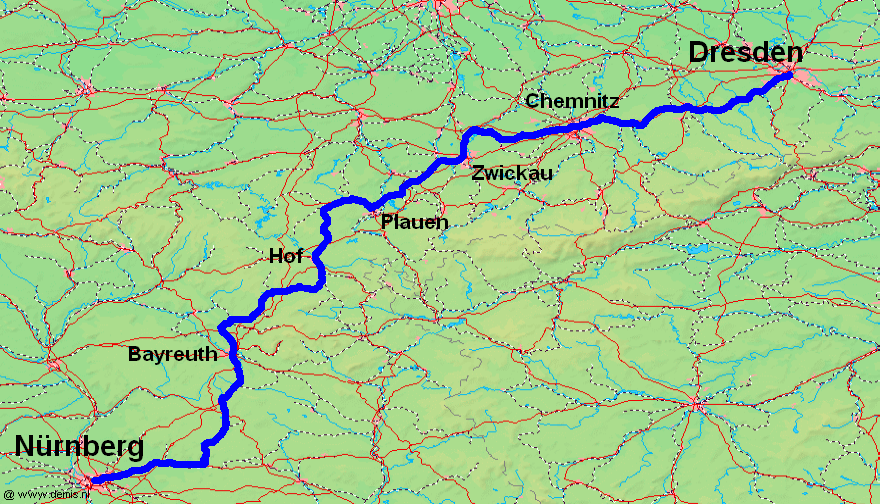
Przebieg Magistrali Saksońsko-Frankońskiej

Göltzschtalbrücke

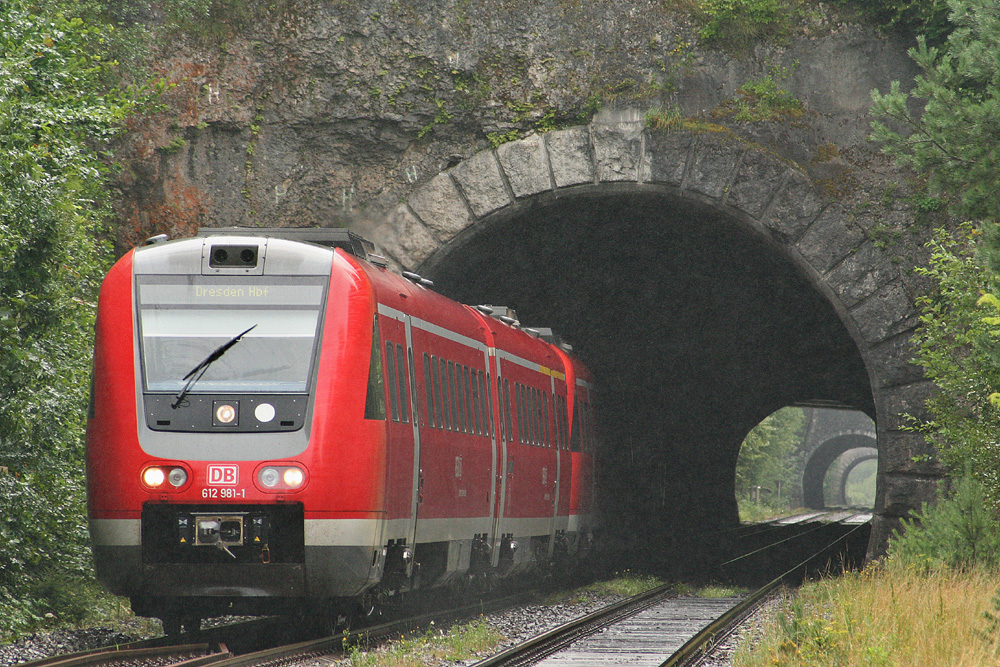
Franken-Sachsen-Express do Drezna w okolicy Velden

Magistrala Saksońsko-Frankońska (niem. Sachsen-Franken-Magistrale) linia kolejowa o długości 390 km w Niemczech, łącząca Drezno z Norymbergą. Jest ona zelektrifikowana na odcinku Drezno - Hof.
Trasa była obsługiwana przez składy ICE TD.
W jej skład wchodzą:
- Linia kolejowa Dresden – Werdau
- Linia kolejowa Leipzig – Hof
- Linia kolejowa Bamberg – Hof
- Linia kolejowa Neuenmarkt-Wirsberg Süd – Neuenmarkt-Wirsberg Ost
- Linia kolejowa Bayreuth – Neuenmarkt - Wirsberg
- Linia kolejowa Schnabelwaid–Bayreuth
- Linia kolejowa Nürnberg – Cheb